# ユニオン・ドゥアラ
ユニオン・スポルティヴ・ドゥアラ（Union Sportive Douala）、通称ユニオン・ドゥアラ（Union Douala）は、カメルーン・ドゥアラにホームを置くサッカークラブである。1957年創設。スタッド・ドゥ・ラ・レユニフィカシオンを使用する。

## タイトル

### 国内タイトル
- カメルーン・プレミアディヴィジョン: 5回

1969, 1976, 1978, 1990, 2012
- カメルーンカップ: 6

1961, 1969, 1980, 1985, 1997, 2006

### 国際タイトル
- アフリカチャンピオンズカップ: 1

1979
- アフリカンカップウィナーズカップ: 1

1981

## CAF大会での成績
- CAFチャンピオンズリーグ: 3回出場

2008 - 予選ラウンド
2010 - 1回戦
2013 -
- アフリカチャンピオンズカップ: 5回出場

1970: 2回戦
1977: 2回戦
1979: 優勝
1980: 準決勝
1991: 準々決勝
- CAFコンフェデレーションカップ: 4回出場

2005 - 2回戦
2007 - 2回戦
2009 - 2回戦
2012 - 予選ラウンド
- アフリカンカップウィナーズカップ: 4回出場

1981 - 優勝
1982 - 2回戦
1986 - 1回戦
1998 - 2回戦

## 歴代所属選手
- ジョセフ＝アントワーヌ・ベル 1975-1983
- ティモシー・アトゥバ 1999-2000
- ピエール・ボヤ 2000-2002